# Lycosa woonda
Lycosa woonda este o specie de păianjeni din genul Lycosa, familia Lycosidae, descrisă de Mckay, 1979.
Este endemică în Western Australia. Conform Catalogue of Life specia Lycosa woonda nu are subspecii cunoscute.